# Party All the Time
«Party All the Time» es una canción grabada originalmente en el año 1985 por el actor y comediante estadounidense Eddie Murphy, incluida en su primer álbum musical y el tercer álbum en estudio, How Could it Be. Fue compuesta y producida por Rick James, quien además participa en los coros y por Kevin Johnston, en los estudios The Joint en Buffalo, New York Este fue su único y mayor éxito en su carrera musical lanzado como sencillo el 23 de septiembre de 1985 y alcanzó la segunda posición en el Billboard Hot 100, superado en aquella semana por «Say You, Say Me» de Lionel Richie.

## Sinopsis
La canción cuenta una desgarradora historia desde la perspectiva de un amante afligido, retratado en primera persona por Eddie Murphy. Comienza por cuestionar, quizás retóricamente, ¿por qué la mujer con la que está actualmente en una relación amorosa querría causarle dolor emocional? El narrador pasa a enumerar los elementos extravagantes que ha comprado para ella, tales como: el champán, rosas y anillos de diamantes. A pesar de los elementos que el narrador ha dado, la mujer sigue insistiendo en permanecer toda la noche (probablemente en compañía de otros hombres). El narrador plantea a continuación, tal vez otra pregunta retórica en cuanto a lo que debe hacer para remediar esta situación desesperante. También se puede escuchar en repetidas ocasiones que el narrador cuenta que la chica desea concurrir a clubes nocturnos y fiestas a cualquier horario del día. Más tarde, el narrador describe que ha actuado como un voyeur y espió a su pareja, mientras estaba en un club nocturno desconocido, siendo vista entregando su número de teléfono a prácticamente todos los hombres de la disco con el que entró en contacto verbal. Luego nos cuenta que su compañera nunca llegaría a su lugar de residencia. Su ausencia se cree que es causada por la infidelidad, probablemente con uno o varios de los hombres con quien conoció esa misma tarde. El narrador pasa luego a desear que su compañera tenga relaciones sexuales con él, en vez de relacionarse con los demás hombres con quienes ella ha estado viendo.

## Misceláneas
- En 2009, el canal musical, VH1, realizó una encuesta dedicado a los artistas que solo tuvieron un éxito en la década de los 80's, denominada "Los 100 Más Grandiosos One Hit Wonders De Los 80's". “Party All the Time” ocupó la posición #80.[3][4]

- En septiembre de 2010, Matthew Wilkening de AOL Radio, incluyó a esta canción en un listado de las "100 peores canciones de la Historia", ubicándola en la posición #36.[5]
- También fue prestada para la emisora ficticia de Funk de Grand Theft Auto V "Space 103.2".
- También apareció en la serie Regular Show (Un show más) al inicio del capítulo Guy's Night también conocido como Noche de chicos en Latinoamérica.

## Lista de canciones
| Vinilo de 12", maxisencillo |                                          |          |  |
| N.º                         | Título                                   | Duración |  |
| 1.                          | «Party All the Time» (Versión del álbum) | 5:18     |  |
| 2.                          | «Party All the Time» (Edit)              | 3:58     |  |
| 3.                          | «Party All the Time» (Instrumental)      | 7:03     |  |

## Posicionamiento en listas
| Lista (1985-86)                                  | Mejor posición |
| ------------------------------------------------ | -------------- |
| Australia (Kent Music Report)                    | 21             |
| Alemania Occidental (Offizielle Deutsche Charts) | 9              |
| Bélgica (Flandes) (Ultratop 50)                  | 26             |
| Canadá (RPM Top Singles)                         | 4              |
| Estados Unidos (Billboard Hot 100)               | 2              |
| Estados Unidos (Hot Dance Club Songs)            | 19             |
| Estados Unidos (Dance Singles Sales)             | 7              |
| Estados Unidos (Hot R&B/Hip-Hop Songs)           | 8              |
| Finlandia (Suomen virallinen lista)              | 16             |
| Nueva Zelanda (Recorded Music NZ)                | 3              |
| Reino Unido (The Official Charts Company)        | 87             |

| País           | Lista (1986)      | Posición |
| -------------- | ----------------- | -------- |
| Estados Unidos | Billboard Hot 100 | 7        |

### Certificaciones
| País           | Organismo certificador | Certificación | Ventas | Ref.   |
| -------------- | ---------------------- | ------------- | ------ | ------ |
| Canadá         | Music Canada           | Oro           | 50 000 | [ 16 ] |
| Estados Unidos | RIAA                   | Platino       | 1 000  | [ 17 ] |

## PATT (Party All the Time)
En 2006, el DJ y productor de música house Sharam Tayebi, integrante del dúo Deep Dish, lanzó su versión house de la canción, titulada simplemente como PATT (acrónimo de "Party All The Time"), con algunos fragmentos de la letra interpretada por Eddie Murphy, siendo que se restringió incluir más frases dentro de esta versión, solo se puede apreciar la constante repetición del estribillo. Debido a esto, fue revocalizado por Antoine Toupin, miembro del dúo canadiense de música trance, Second Sun. Fue tal el éxito de esta versión que llegó a ocupar la octava posición del UK Singles Chart.
A través de Armada Music y Drumcode se lanzó en abril de 2024, una versión techno remezclada por Adam Beyer, Layton Giordani y Green Velvet, la cual alcanzó el puesto número uno en las listas del portal digital Beatport.

### Video musical
El video fue dirigido por Max Nichols y es una parodia del clip original, que habían participado Murphy, James, y miembros de la Stone City Band durante la grabación de la canción en un estudio. Participa el mismo Sharam, actuando como productor de la sesión y también hace una aparición, el DJ francés Cedric Gervais como un ejecutivo y con una camiseta de la selección francesa de fútbol.

### Lista de canciones de la versión de Sharam
| Reino Unido — CD, maxisencillo |                                                                        |          |  |
| N.º                            | Título                                                                 | Duración |  |
| 1.                             | «PATT (Party All the Time)» (Radio Edit)                               | 2:17     |  |
| 2.                             | «PATT (Party All the Time)» (Original)                                 | 10:38    |  |
| 3.                             | «PATT (Party All the Time)» (Fedde Le Grand Remix)                     | 6:16     |  |
| 4.                             | «PATT (Party All the Time)» (Fedde Le Grand Remix (Edit))              | 3:35     |  |
| 5.                             | «PATT (Party All the Time)» (Tocadisco's Bombenalarm Mix)              | 6:33     |  |
| 6.                             | «PATT (Party All the Time)» (Dennis Christopher Dirty Edit)            | 6:56     |  |
| 7.                             | «PATT (Party All the Time)» (Uniting Nations Want To Party Harder Mix) | 6:36     |  |

| Estados Unidos — CDr, Promo |                                                                |          |  |
| N.º                         | Título                                                         | Duración |  |
| 1.                          | «PATT (Party All the Time)» (Radio Mix)                        | 3:45     |  |
| 2.                          | «PATT (Party All the Time)» (UK Radio Edit)                    | 2:58     |  |
| 3.                          | «PATT (Party All the Time)» (Original Club Mix)                | 10:36    |  |
| 4.                          | «PATT (Party All the Time)» (Cedric Gervais & Second Sun Mix)  | 8:37     |  |
| 5.                          | «PATT (Party All the Time)» (Patric La Funk Remix)             | 6:45     |  |
| 6.                          | «PATT (Party All the Time)» (Phillipe B & Romain Curtis Remix) | 6:52     |  |
| 7.                          | «PATT (Party All the Time)» (Sound De Vice Remix)              | 4:59     |  |
| 8.                          | «PATT (Party All the Time)» (Delirious Dub)                    | 10:50    |  |

| Estados Unidos — Descarga digital (Freedom Mix) |                                         |          |  |
| N.º                                             | Título                                  | Duración |  |
| 1.                                              | «Party All the Time» (Freedom Club Mix) | 7:23     |  |
| 2.                                              | «Party All the Time» (Remastered)       | 8:29     |  |

| Descarga digital [2024, Armada] |                                                                         |          |  |
| N.º                             | Título                                                                  | Duración |  |
| 1.                              | «Party All the Time» (Adam Beyer, Layton Giordani & Green Velvet Remix) | 5:47     |  |

### Rendimiento en listas de la versión de Sharam
| Lista (2006–2007)                           | Mejor posición |
| ------------------------------------------- | -------------- |
| Australia (ARIA Singles Chart)              | 87             |
| Bélgica (Flandes) (Ultratop 50)             | 30             |
| Bélgica (Valonia) (Ultratip Bubbling Under) | 9              |
| Bulgaria (Singles Top 40)                   | 10             |
| Escocia (Scottish Singles Sales Chart)      | 6              |
| España (Top 100 Canciones)                  | 7              |
| Finlandia (OFC)                             | 3              |
| Francia (SNEP)                              | 36             |
| Irlanda (IRMA)                              | 30             |
| Países Bajos (Dutch Top 40)                 | 16             |
| Reino Unido (UK Singles Chart)              | 8              |
| Reino Unido (UK Dance Chart)                | 7              |
| Suecia (Sverigetopplistan)                  | 43             |

## Otras versiones
- En 1986, "Weird Al" Yankovic tomo parte de la canción para incluirla en su versión polka. Es un medley titulado “Polka Party!”, incluido en su álbum homónimo.[40]

- En 2009, Aubrey O'Day, conocida por ser miembro de la banda femenina de R&B, Danity Kane, realizó su cover junto a la hermana de D. Woods, otra integrante de esta agrupación, Shanell Woodgett, también conocida como SnL, con la colaboración del productor Maestro.[41]

- En 2011, la banda finlandesa de metal extremo, Children of Bodom, realizó una particular versión de la canción incluida en una edición especial de su álbum Relentless Reckless Forever.[42]

- En 2013, el DJ y productor belga Mark With A K lanzó su versión hardstyle incluido en su álbum The Next Level.[43]

- La banda finlandesa de stoner rock Mangoo también realizó una versión de la canción en su álbum de 2017 The Heat.[44]

- En 2019, la banda estadounidense de rock progresivo Thank You Scientist lanzó una versión de la canción, acompañada de un vídeo musical humorístico.[45]

- En 2023, la DJ y productora escocesa Hannah Laing junto al DJ y productor británico James Hurr bajo el alias HVRR publicaron su versión dance para la discográfica WUGD[46] alcanzando los sesenta primeros en la lista del Reino Unido.[47]